# Juan Manuel Gaminara
Juan Manuel Gaminara (ur. 1 maja 1989 w Montevideo) – urugwajski rugbysta występujący na pozycji rwacza. W latach 2016–2019 kapitan reprezentacji kraju, dwukrotny uczestnik pucharu świata, trzykrotny mistrz Ameryki Południowej.

## Młodość
Uczęszczał do The British Schools (anglojęzycznych szkół w Montevideo), od dziecka trenował też rugby w powiązanym ze szkołą klubie Old Boys. Jednocześnie grywał w piłkę nożną w lokalnym klubie Córcego z dzielnicy Carrasco. W wieku 12 lat podjął decyzję o dalszym uprawianiu rugby, do czego skłoniły go dodatkowo treningi podnoszenia ciężarów.
Następnie uczył się w Instituto Preuniversitario Juan XXIII, po czym podjął studia z zakresu księgowości na miejscowym Uniwersytecie Republiki. W wieku 20 lat podjął pracę zawodową.

## Kariera sportowa
Przez całą swoją karierę sportową związany był ze swoim pierwszym klubem, półamatorskim Old Boys z Montevideo.
W 2007 roku był członkiem reprezentacji do lat 19, która brała udział w mistrzostwach Ameryki Południowej. W rozgrywanym systemem kołowym turnieju Urugwajczycy zajęli drugie miejsce (za Argentyńczykami) i awansowali do rozpoczynających się wkrótce mistrzostwach świata dywizji B w Belfaście. W Irlandii drużyna z Ameryki Południowej – z Gaminarą w składzie – po porażce z Tonga zajęła ostatecznie szóste miejsce. Rok później z zespołem U-18 młody rwacz uczestniczył w turnieju Junior World Rugby Trophy (odpowiednik dawnych mistrzostw świata drugiego poziomu). Urugwajczycy dotarli do wielkiego finału zawodów, w którym pokonali gospodarzy turnieju, Chilijczyków. Dzięki temu zwycięstwu „Los Teritos” wywalczyli sobie prawo udziału w kolejnej edycji mistrzostw świata. W czasie turnieju rozgrywanego w 2009 roku Gaminara ponownie był członkiem reprezentacji. Podczas zmagań w Japonii drużyna Urugwaju okazała się wyraźnie najsłabsza i po wysokiej porażce z zespołem gospodarzy zajęła ostatnie 16. miejsce.
W pierwszej reprezentacji zadebiutował w listopadzie 2010 roku w zremisowanym spotkaniu barażowym przeciw Rumunii, którego stawką był awans do pucharu świata 2011. W rewanżu wystąpił w podstawowym składzie, zajmując miejsce kontuzjowanego w pierwszym meczu Nicolása Brignoniego. Ostatecznie Urugwajczycy ulegli drużynie z Europy i nie zdołali awansować do turnieju głównego.
Odtąd Gaminara był jednym z podstawowych zawodników kadry. Uczestniczył w kolejnych edycjach mistrzostw Ameryki Południowej – w 2011, 2013 i 2014, w których Urugwaj zajął odpowiednio trzecie, drugie i pierwsze miejsce. W 2014 roku dalszym etapem tych rozgrywek był mecz z reprezentacją Argentyny w ramach CONSUR Cup 2014, w którym także Gaminara wziął udział. Brał też udział w turniejach Tbilisi Cup w 2013 i 2015 roku. W 2013 roku znalazł się w składzie CONSUR XV, kombinowanej drużyny złożonej z graczy z Ameryki Południowej, która była sparingpartnerem odwiedzającej Argentynę reprezentacji Anglii.
Gaminara był też członkiem drużyny narodowej rywalizującej z powodzeniem w kwalifikacjach do Pucharu Świata w Rugby 2015. Brał udział zarówno w dwumeczu z USA, jak i w późniejszym miniturnieju barażowym. Ostatecznie Urugwajczycy awansowali do mistrzostw w Anglii po zwycięstwie nad Rosją.
Latem 2015 roku Urugwajczyk otrzymał powołanie do reprezentacji na puchar świata. W czasie rozgrywanego w Anglii turnieju wystąpił w pierwszym składzie we wszystkich czterech meczach grupowych. Zespół z Ameryki Południowej zakończył zmagania z kompletem porażek (z Anglią, Australią, Walią i Fidżi).
Na początku 2016 roku, przed turniejem Americas Rugby Championship Gaminara został mianowany kapitanem reprezentacji. Choć Urugwajczycy zdołali pokonać m.in. faworyzowanych Amerykanów, zmagania w zawodach zakończyli dopiero na czwartym miejscu. Następnie rwacz uczestniczył w mistrzostwach kontynentu (Sudamericano A oraz Sudamérica Rugby Cup). O ile w pierwszej części Gaminara wraz z kolegami z drużyny okazali się najlepsi, o tyle w drugim etapie zwyciężyli reprezentanci Argentyny. Dodatkowo w czerwcu z reprezentacją Urugwaju uczestniczył w World Rugby Nations Cup w Rumunii. „Los Teros” sześciozespołowy turniej zakończyli na piątym miejscu.
Rok później ponownie uczestniczył w Americas Rugby Championship (trzecie miejsce). Następnie brał udział w dorocznych mistrzostwach Ameryki Południowej, które stanowiły jednocześnie etap kwalifikacji do pucharu świata 2019. Urugwajczycy pod wodzą Gaminary raz jeszcze okazali się najlepsi w turnieju Sudamericano Mayor A, jednak musieli uznać wyższość drugiej reprezentacji Argentyny w ramach Sudamérica Rugby Cup 2017 (porażka 33:38). W międzyczasie rwacz brał udział w turnieju Nations Cup, który rozgrywano w Montevideo, a który zakończył się zwycięstwem gospodarzy.
W 2018 roku 29-letni Gaminara zyskał status zawodowca, podpisując centralny kontrakt z krajową federacją. Sezon reprezentacyjny rozpoczął od udziału w turnieju Americas Rugby Championship 2018, którego pierwsze spotkanie przeciw Kanadzie stanowiło część dwumeczu o awans do pucharu świata. Ostatecznie Urugwajczycy zdołali zapewnić sobie kwalifikację do Mundialu, zaś w turnieju ARC zajęli miejsce trzecie. Następnie w barwach Uruguay XV, drugiej reprezentacji kraju, uczestniczył w zreformowanych mistrzostwach Ameryki Południowej (wystąpił w spotkaniu przeciw Argentina XV). Niedługo później jako kapitan poprowadził Urugwajczyków do drugiego kolejnego zwycięstwa w Nations Cup. Z kolei w październiku w ramach przygotowań do zbliżającego się pucharu świata zasilił drugą reprezentację kraju biorącą udział w World Rugby Americas Pacific Challenge (turniej zakończył się zwycięstwem Samoa A).
Punktem kulminacyjnym sezonu 2019 był puchar świata w Japonii, jednak do turnieju głównego drużyna Gaminary przygotowywała się poprzez szereg innych zawodów. Najpierw Urugwaj z doświadczonym rwaczem w składzie zajął drugie miejsce (za niepokonaną ekipą Argentina XV) podczas Americas Rugby Championship. Następnie sam zawodnik wystąpił w dwóch meczach mistrzostw Ameryki Południowej w barwach Uruguay XV (z Chile i Brazylią). Urugwajczycy mimo kompletu zwycięstw zajęli wówczas drugą lokatę. W czerwcu 2019 roku reprezentacja Urugwaju prowadzona przez Gaminarę po raz trzeci z rzędu sięgnęła po Nations Cup. We wrześniu zawodnik otrzymał od selekcjonera Estebana Menesesa powołanie na puchar świata. Urugwajczycy w swoim pierwszym meczu pokonali 30:27 znacznie wyżej notowaną reprezentację Fidżi. Było to też pierwsze zwycięstwo „Los Teros” na turnieju tej rangi od meczu z Gruzją w 2003 roku. Pomeczowa emocjonalna wypowiedź Gaminary została przez stronę internetową World Rugby zakwalifikowana do grona 10 najbardziej zapadających w pamięć momentów japońskiego Mundialu. Pomimo porażek w pozostałych trzech meczach (z Australią, Gruzją i Walią), występ Urugwajczyków został oceniony jako udany, jako że oprócz niespodziewanego zwycięstwa po raz pierwszy we wszystkich czterech spotkaniach zdołali zdobyć co najmniej jedno przyłożenie.
Po zakończeniu turnieju 30-letni Gaminara nie zdecydował się na dołączenie do żadnej z zawodowych drużyn – czy to za granicą kraju, czy też w Urugwaju (na potrzeby nowo powstałej Súper Liga Americana de Rugby utworzono wówczas zespół Peñarol Rugby), zamiast tego postanowił skupić się na pracy zawodowej. W tej sytuacji – wobec postępującej profesjonalizacji rugby w Urugwaju – choć formalnie nie zakończył kariery reprezentacyjnej, w istocie stracił szansę na kolejne powołania. W 2020 roku nowym kapitanem reprezentacji wyznaczono Andrésa Vilasecę.

### Statystyki reprezentacyjne
Stan na dzień 9 października 2019 r.
Występy na arenie międzynarodowej
| Drużyna narodowa | Rok  | Mecze | Punkty |
| ---------------- | ---- | ----- | ------ |
| Urugwaj          | 2010 | 2     | 0      |
| Urugwaj          | 2011 | 3     | 5      |
| Urugwaj          | 2012 | —     | —      |
| Urugwaj          | 2013 | 7     | 5      |
| Urugwaj          | 2014 | 7     | 5      |
| Urugwaj          | 2015 | 8     | 0      |
| Urugwaj          | 2016 | 11    | 11     |
| Urugwaj          | 2017 | 11    | 5      |
| Urugwaj          | 2018 | 10    | 0      |
| Urugwaj          | 2019 | 12    | 5      |
| Suma             | Suma | 71    | 36     |

| Drużyna narodowa | Rok  | Mecze | Punkty |
| ---------------- | ---- | ----- | ------ |
| Uruguay XV       | 2018 | 4     | 0      |
| Uruguay XV       | 2019 | 2     | 0      |
| Suma             | Suma | 6     | 0      |

Przyłożenia na arenie międzynarodowej
| Lp. | Data             | Miejsce                              | Przeciwnik       | Rozgrywki                            |
| --- | ---------------- | ------------------------------------ | ---------------- | ------------------------------------ |
| 1.  | 11 maja 2011     | Cataratas, Puerto Iguazú             | Brazylia         | Mistrzostwa Ameryki Południowej 2011 |
| 2.  | 16 stycznia 2013 | Stadion Awczala, Tbilisi             | Emerging Ireland | Tbilisi Cup 2013                     |
| 3.  | 10 maja 2014     | Estadio Charrúa, Montevideo          | Chile            | Mistrzostwa Ameryki Południowej 2014 |
| 4.  | 7 maja 2016      | Estadio Charrúa, Montevideo          | Chile            | Mistrzostwa Ameryki Południowej 2016 |
| 5.  | 18 czerwca 2016  | Stadionul Arcul de Triumf, Bukareszt | Hiszpania        | Nations Cup 2016                     |
| 6.  | 20 maja 2017     | Estadio Charrúa, Montevideo          | Brazylia         | Mistrzostwa Ameryki Południowej 2017 |
| 7.  | 4 czerwca 2019   | Estadio Charrúa, Montevideo          | Rosja            | Nations Cup 2019                     |

## Życie osobiste
- Ojciec Juana, Eduardo także w przeszłości grał w rugby. Gaminara ma trzy siostry. Ich matka zmarła, gdy przyszły reprezentant kraju miał 15 lat[9].
- W czasie swojej kariery kapitan „Los Teros” wzorował się na dwa lata młodszym od siebie Australijczyku Michaelu Hooperze[9][40].